# The New Monthly Magazine
 The New Monthly Magazine war ein zwischen 1814 und 1884 bestehendes britisches Monatsmagazin.

## Geschichte
Henry Colburn und Frederic Shoberl gründeten 1814 The New Monthly Magazine and Universal Register als „scharfe Toryzeitung“ und als Konkurrent von Sir Richard Phillips Monthly Magazine.
Im April 1819 veröffentlichten sie John Polidoris Schauerroman The Vampyre, das erste bedeutende Prosastück der Vampirliteratur in England, das Polidori angeregt durch einen kurzen, achtseitigen Entwurf von Lord Byron schrieb. Byron veröffentlichte diesen Entwurf unter dem Titel Fragment im gleichen Jahr zusammen mit seinem erzählenden Gedicht Mazeppa. Das New Monthly Magazine gab fälschlicherweise Lord Byron als Autor des Vampyre an. Sowohl Polidori als auch Byron bemühten sich zunächst vergeblich um eine Richtigstellung. Erst in der zweiten Auflage der Erzählung in Buchform, ebenfalls 1819, wurde Polidori als Autor genannt.
Im Jahr 1821 gab Colburn dem Magazin unter dem neuen Titel The New Monthly Magazine and Literary Journal einen stärker literarischen und weniger politischen Fokus. Nominell von dem Dichter Thomas Campbell herausgegeben, wurde die praktische Arbeit von Cyrus Redding erledigt. Zu den Autoren zählen etwa Lady Morgan, Thomas Charles Morgan, Peter George Patmore, Mary Shelley, Charles Lamb, Leigh Hunt, Stendhal, Thomas Noon Talfourd, Letitia Elizabeth Landon, Ugo Foscolo, Richard Lalor Sheil, Mary Russell Mitford, Edward Bulwer, James und Horace Smith und William Hazlitt. Hazlitt's „Table-Talk“-Essays, die zunächst im London Magazine erschienen waren, erschienen im New Monthly ab 1821, sein Essay „The Fight“ erschien 1822, und seine Serie „The Spirits of the Age“ wurde später zusammen mit anderen Essays im Buch The Spirit of the Age nachgedruckt.
1829 fusionierten Charles Knights London Magazine mit der New Monthly und Richard Bentley wurde Colburns Geschäftspartner. Nach Reddings Rücktritt 1830 stellte Campbell Samuel Carter Hall als Redakteur für ein Jahr ein. 1831 übernahm der Schriftsteller Edward Bulwer als Redakteur und verschärfte den Tenor erheblich. Hall, ein politisch Konservativer, war als Redakteur geblieben und unterschiedliche Ansichten zu Bulwer Bemühungen führten zu Bulwers Rücktritt im Jahre 1833. Zu den regelmäßigen Mitarbeitern zählen nunmehr Catherine Gore, Anna Maria Hall, Felicia Hemans, Caroline Norton, Thomas Haynes Bayley und Edward Hook
Im Jahr 1837 wurde das Magazin zu The New Monthly Magazine and Humorist umbenannt. Jetzt von Theodore Hook redigiert, veröffentlicht es Beiträge von Leigh Hunt, Douglas William Jerrold, Frederick Marryat, Frances Trollope, Charles Robert Forrester und William Makepeace Thackeray. Nach dem Tod Hooks im Jahre 1841 war Thomas Hood Redakteur bis 1843.
Colburn verkaufte sodann das Magazin für £ 2500 an William Harrison Ainsworth. Ainsworth bearbeitet die  New Monthly  mit seinem Cousin William Francis Ainsworth. Von 1871 bis 1879 war William Francis Ainsworth Chefredakteur.

## Titelverlauf
- The New Monthly Magazine und Universal Register  – Februar 1814 bis Dezember 1820
- The New Monthly Magazine und Literaturblatt – Januar 1821 bis Dezember 1836
- The New Monthly Magazine und Humorist  – Januar 1837 bis Dezember 1852
- The New Monthly Magazine  – Januar 1853 bis Dezember 1881
- The New Monthly  – Januar bis Oktober 1882.

## Redakteure
- 1814 Frederic Shoberl
- John Watkins
- 1819 Alaric Alexander Watts
- 1821 Edward Dubois nur ein Ausgabe
- 1821–1830 Thomas Campbell
- 1821–1830 Cyrus Redding de facto-Editor
- 1830 Samuel Carter Hall, sub-Editor und dann Editor[8]
- 1831–1833 Edward Bulwer
- 1837–1841 Theodore Hook
- 1837–1841 Benson Earle Hill
- 1841–1843 Thomas Hood
- 1841–1853 Peter George Patmore
- 1845–1870 William Harrison Ainsworth Inhaber – Editor
- 1871 William Francis Ainsworth

## Weiterführende Literatur
- David Higgins, ‘Englishness, Effeminacy, and the New Monthly Magazine: Hazlitt’s “The Fight” in Context’, Romanticism 10:2 (Autumn 2004), 170–90
- The New Monthly Magazine, and Universal Register, Vol 6. July–Dec 1816 at Google Books.
- The New Monthly Magazine and Literary Journal. Vol 3. Jan–June 1822 at Google Books.
- The New Monthly Magazine and Literary Journal. 1822. Vol 4. Original Papers at Google Books.
- The New Monthly Magazine and Literary Journal. 1822. Vol 5. Original Papers at Google Books.
- The New Monthly Magazine and Literary Journal. 1822. Vol 6. Historical Register at Google Books.
- The New Monthly Magazine and Literary Journal. 1823. Vol 9. Historical Register at Google Books.
- The New Monthly Magazine and Literary Journal. Vol 9. Jan–June 1825 at Google Books.
- The New Monthly Magazine and Literary Journal. Vol 16 Part 1, 1826 at Google Books
- The New Monthly Magazine and Literary Journal. Vol 21 Part 3, 1827 at Google Books
- The New Monthly Magazine and Humorist. Vol 36, Part 2. 1839 at Google Books.
- The New Monthly Magazine and Humorist. Vol 71, Part 2. 1844 at Google Books.
- The New Monthly Magazine and Humorist. Vol 88. 1850 at Google Books.
- The New Monthly Magazine and Humorist. Vol 89. 1850 at Google Books.
- The New Monthly Magazine and Humorist. Vol 90. 1850 at Google Books.
- The New Monthly Magazine and Humorist. Vol 91. 1851 at Google Books.
- The New Monthly Magazine and Humorist. Vol 93. 1851 at Google Books.
- The New Monthly Magazine and Humorist. Vol 94. 1852 at Google Books.
- The New Monthly Magazine and Humorist. Vol 96. 1852 at Google Books.
- The New Monthly Magazine. Vol 97. 1853 at Google Books.
- The New Monthly Magazine. Vol 99. 1853 at Google Books.
- The New Monthly Magazine. Vol 100. 1854 at Google Books.
- The New Monthly Magazine. Vol 101. May 1854 at Google Books.
- The New Monthly Magazine. Vol 102. 1854 at Google Books.
- The New Monthly Magazine. Vol 103. 1855 at Google Books.
- The New Monthly Magazine. Vol 105. 1855 at Google Books.
- The New Monthly Magazine. Vol 106. 1856 at Google Books.
- The New Monthly Magazine. Vol 108. 1856 at Google Books.
- The New Monthly Magazine. Vol 135. 1865 at Google Books.
- The New Monthly Magazine. Vol 136. 1866 at Google Books.
- The New Monthly Magazine. Vol 138. 1866 at Google Books.
- The New Monthly Magazine. Vol 139. 1867 at Google Books.
- The New Monthly Magazine. Vol 142. 1868 at Google Books.
- The New Monthly Magazine. Vol 145. 1869 at Google Books. This is the last volume for which full views are available. Thereafter, only snippet views are available per below.
- The New Monthly Magazine. Vol 146. 1870. Snippet view at Google Books.